# Enrique Yarza
Enrique Yarza Soraluce (San Sebastián, 21 ottobre 1930 – San Sebastián, 1º agosto 2001) è stato un calciatore spagnolo, di ruolo portiere.

## Biografia
Nato a San Sebastián in una famiglia benestante, a 17 anni, una volta terminati gli studi secondari, si trasferì a Saragozza per frequentare l'università. 
Intraprese gli studi di chimica ma li abbandonò al terzo anno, quando diventò un calciatore professionista con il Real Saragozza.
Una volta maggiorenne prestò il servizio militare a Villanueva de los Castillejos, in Andalusia.

## Carriera
Durante gli studi al Colegio Mayor Universitario Pedro Cerbuna, Yarza giocò con il Celta de Zaragoza, con cui vinse il campionato regionale e approdò in Tercera División.
All'inizio giocava come esterno destro ed era uno specialista nella battuta dei calci di rigore.
Successivamente ricevette proposte dall'Atlético Universitario e dall'Arenas. Yarza preferì quest'ultima squadra che lo ingaggiò offrendo in cambio al Celta il campo di San José.
Yarza vestì la maglia del Real Saragozza dal 1953 al 1968. In totale giocò 221 partite in 13 stagioni, tutte in Primera División. Nel 1968 era il giocatore con più presenze nella storia del club.
Esordì il 13 settembre 1953 in una partita persa per 3-2 in casa del Barakaldo.
Nel 1951 il Real Saragozza ingaggiò il giocatore, battendo la concorrenza del Real Valladolid. Il Valladolid offrì a Yarza il doppio di quanto gli offrisse il club aragonese ma il portiere di San Sebastián rifiutò la proposta dichiarando di aver già preso un impegno.
Nella sua prima stagione al Saragozza gli allenatori Elemér Berkessy e Domènec Balmanya lo aiutarono molto a migliorare.
Nella stagione 1952-1953 Yarza giocò 29 partite su 30.
Dopo il ritiro di Manuel Torres, nel 1961, diventò il capitano della squadra aragonese.
Nel 1968 Yarza e Manuel Pazos, il portiere dell'Elche, erano i giocatori più anziani del campionato. Nello stesso anno fu premiato con il trofeo «Monchín Triana», un premio assegnato al calciatore che aveva dimostrato più attaccamento alla sua squadra. Ricevette anche la medaglia al merito sportivo dalla Delegación Nacional de Educación Física y Deportes.
Giocò la sua ultima partita con la maglia del Real Saragozza, il 18 settembre 1968, in occasione della sconfitta per 3-1 in casa del Trakia Plovdiv.
Con la squadra aragonese in tutte le competizioni giocò in totale 331 partite. Vinse due Coppe del Re e una Coppa delle Fiere.

## Palmarès

### Club

#### Competizioni nazionali
- Coppa di Spagna: 2

Real Saragozza: 1963-1964, 1965-1966

#### Competizioni internazionali
- Coppa delle Fiere: 1

Real Saragozza: 1963-1964